# أيل أحمر وسط أوروبي
أيل أحمر وسط أوروبي أو أيل أحمر شائع (الاسم العلمي Cervus elaphus hippelaphus)، نويع من الأيل الأحمر. أيل أصيل في أوروبا الوسطى، موطنه يمتد من فرنسا وسويسرا والنمسا وألمانيا والدنمارك إلى الكاربات الغربية.